# JR東海キヤ97系気動車
キヤ97系気動車（キヤ97けいきどうしゃ）は、東海旅客鉄道（JR東海）の事業用気動車である。
本項では、共通する基本設計で導入された東日本旅客鉄道（JR東日本）のキヤE195系気動車、四国旅客鉄道（JR四国）の9000系気動車についても記述する。

## 概要
在来線のレール輸送は、日本国有鉄道（国鉄）時代からレールを長物車に積載して機関車牽引で輸送する方法がとられてきたが、貨車や機関車が製造から30年以上経過して老朽化が進行していた。JR東海ではこれらの置き換えを行うにあたり、同社の所属車両の大多数が電車と気動車であり、機関車は少数であったこと、技術継承の観点や検査周期の違いなどの保守管理の観点や、機回しなどの運用の煩雑さをなくすことを念頭に検討した結果、自力走行が可能な気動車方式による動力分散構成のレール輸送車として開発されたのが本系列である。
鉄塔ならびに25 mの定尺レール運搬用の2両編成4本と、200 mのロングレール運搬用の13両編成1本があり、それぞれR1 - R4、R101の編成番号を称する。いずれもメーカーは日本車輌製造で、前者が2008年（平成20年）4月、後者は同年7月に運用を開始している。前者が名古屋車両区、後者が美濃太田車両区に配置されている。
2024年（令和6年）4月に東海道本線の山王信号場 - 名古屋港駅間（名古屋港線）が廃止されるまでは、毎週火・木・土の週3日、定尺レール運搬用車両が稲沢駅とJR東海名古屋資材センターのある名古屋港駅の間を1往復していた。名古屋港線では、貨物列車扱いとしてDE10形またはDD200形ディーゼル機関車に牽引される形態が取られていた。
JR東海が保有していた電気機関車・ディーゼル機関車を全廃したことにより、閉館した佐久間レールパークの展示車両の一部をリニア・鉄道館に展示する準備のために、日本車輌製造豊川製作所へ輸送する際の機関車代わりとしてR101編成を3両編成に短縮し、その間に輸送車両を挟み込む運用が行われたことがある。また2012年（平成24年）には、踏切事故で日本車輌に入場していたクモハ213-5002が、4両編成に短縮したR101編成による牽引で出場したことがある。

## 構造

### 車体
車体長は、従来のロングレール輸送用長物車とほぼ同じ18.2 mとしている。台枠側梁は、床下の機器艤装スペースを確保しつつレール積載荷重に対応した強度を有する構造とするため、従来の長物車を天地逆向きにしたような形である逆魚腹構造とした。
乗務員室（運転台）は定尺レール用（キヤ97形0・100番台）とロングレール用（キヤ97形200番台）で構造が異なり、0・100番台はキヤ95系に準じた、前面のみ普通鋼製の軽量ステンレス構造となっている。200番台は、レール取卸し作業の際にレール方向に下ろすことになるため、乗務員室を高床構造とすることでレールを通すスペースを確保している。そのため、乗務員室上部は車両限界に沿って丸い形状となっており、出入口は側面ではなく前面に設けられている。どちらも外装は前頭部の普通鋼部分を黄色とし、ステンレス鋼部分に青の太帯とスカイブルーの細帯を引いた、キヤ95系に準じたデザインとなっている。

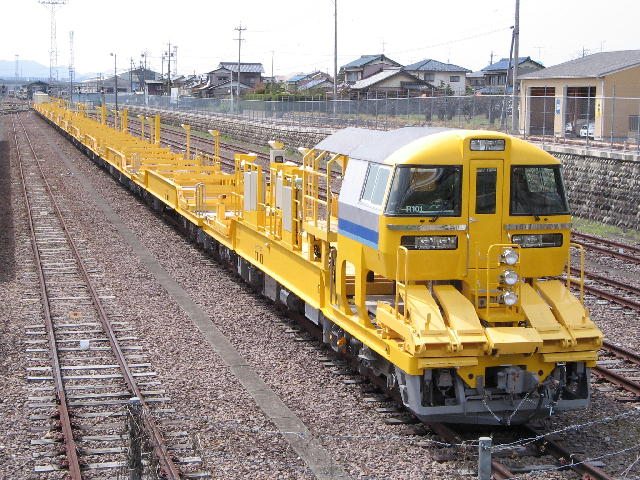
ロングレール運搬用（R101編成） 乗務員室上部が丸い形状になっている
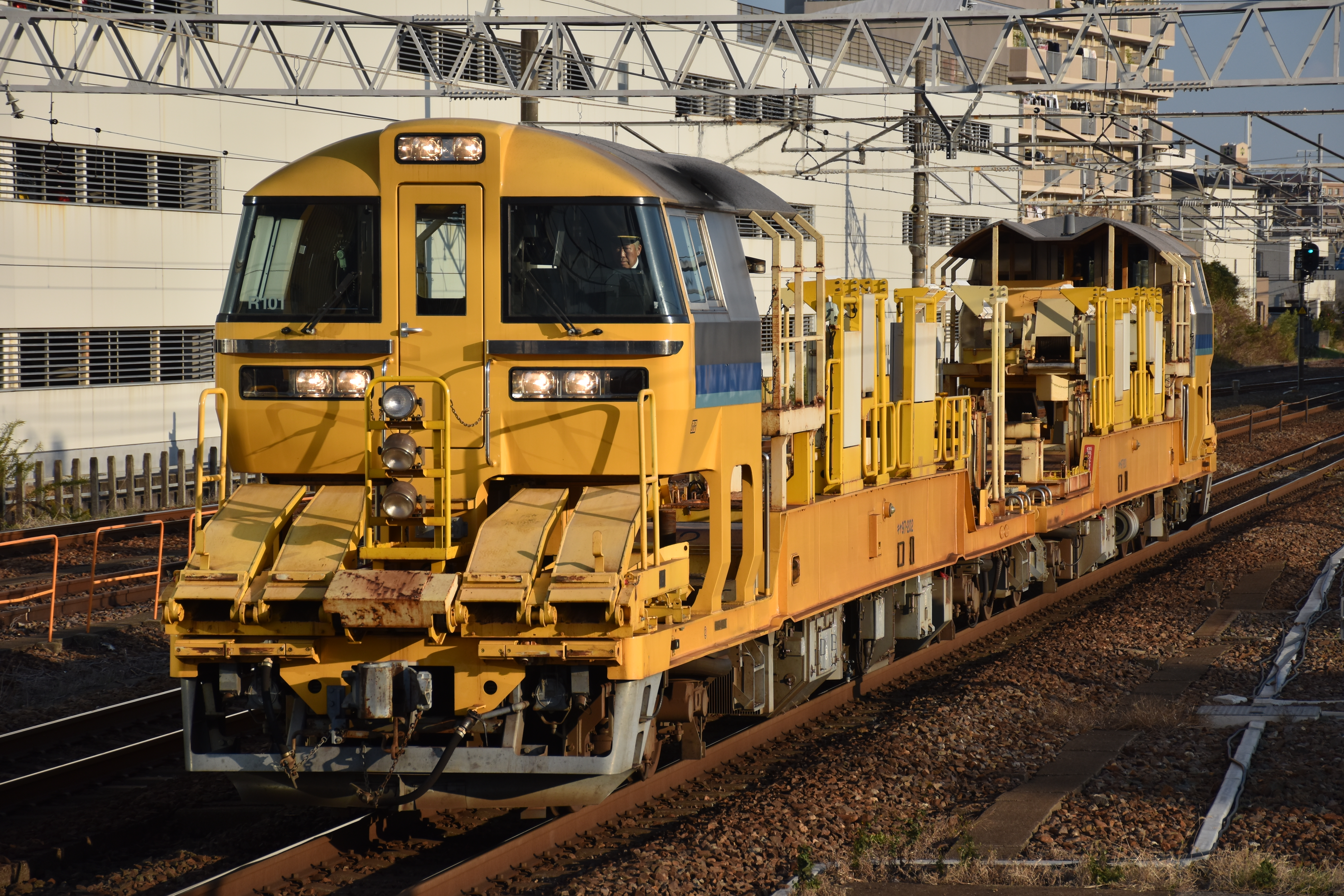
検査入場時などの時に見られる両端のみの組成

### 主要機器
駆動機関、充電発電機、蓄電池、空気圧縮機などの主要機器は、動力車に集中搭載されている。

#### 駆動機関・ブレーキ
エンジンは電子燃料制御方式のC-DMF14HZC（カミンズ製N14E-Rと同型）を動力車1両あたり1基搭載する。定格出力は360馬力、定格回転速度は2,100 rpm。液体変速機はリターダ機能を内蔵したDW19-Rを、加速性能を高める目的で変速2段・直結3段に変更し、レール卸し作業の効率化を図るために定低速機能を付加したC-DW19Aを採用した（日立ニコトランスミッション製）。ブレーキシステムはキハ75形・キヤ95系と共通の電気指令式空気ブレーキで、常用（増圧制御有）・非常（増圧制御有）・直通予備・耐雪ブレーキの4系統を備える。機関車などに連結され、無動力扱いで牽引時に使用する自動空気ブレーキ機能を搭載し、常用・非常ブレーキのみが作用する。

#### 台車
台車には、円錐積層ゴムによる軸箱支持機構を備える日本車輌製造製のボルスタレス台車であるC-DT66（動台車）・C-TR254（付随台車）を採用する。レール積空差によらない走行安定性や積載レール横圧に対応した強度と横圧低減、旅客車レベルの走行安定性を目標として設計され、軸ばねには最大荷重15 t、積空差30 t/両に対応するために上下非線形の二重コイルばねを使用する。枕ばねには、積載荷重に対応した有効径560 mmの空気ばねを使用する。台車旋回抵抗を低減し、曲線通過時の横圧低減を図るために空気ばね前後剛性を左右剛性の50 - 60 %に低減させている。
基礎ブレーキは両抱き式のユニットブレーキ（踏面ブレーキ）を使用している。

### 性能
空車時の最高速度は110 km/h、レール運搬時は95 km/h。
最大レール積載量は、定尺レール運搬用が50Nレール25 m×46本、ロングレール運搬用が60 kgレール200 m×16本となっている。鉄塔（高圧送電線用）輸送も行う。
|                    |                      | 加速度     | 加速度     | 減速度（常用） | 減速度（常用） | 減速度（非常） | 減速度（非常） |
| ------------------ | -------------------- | ---------- | ---------- | -------------- | -------------- | -------------- | -------------- |
| (空車)             | (積車)               | (空車)     | (積車)     | (空車)         | (積車)         |                |                |
| JR東海キヤ97系     | 定尺レール用運搬車   | 2.4 km/h/s | 1.2 km/h/s | 4.0 km/h/s     | 3.1 km/h/s     | 4.0 km/h/s     | 3.1 km/h/s     |
| JR東海キヤ97系     | ロングレール用運搬車 | 1.5 km/h/s | 1.0 km/h/s | 4.0 km/h/s     | 3.1 km/h/s     | 4.0 km/h/s     | 3.1 km/h/s     |
| JR東日本キヤE195系 | 定尺レール用運搬車   | 1.1 km/h/s | 1.1 km/h/s | 3.8 km/h/s     | 3.8 km/h/s     | 4.8 km/h/s     | 4.8 km/h/s     |
| JR東日本キヤE195系 | ロングレール用運搬車 | 1.4 km/h/s | 1.4 km/h/s | 3.8 km/h/s     | 3.8 km/h/s     | 5.0 km/h/s     | 5.0 km/h/s     |

- JR東海キヤ97系は0 - 40 km/hの平均加速度[7]
- JR東日本キヤE195系は0 - 60 km/hの平均加速度[8]

## JR東日本キヤE195系気動車
キヤE195系気動車は、キヤ97系のカスタマイズモデルとしてJR東日本が2017年から導入した。

### 導入経緯
JR東日本では、老朽化したレール輸送用の機関車と貨車の置き換えに際し、気動車方式による効率的な輸送システムを検討した結果、JR東海キヤ97系と同型の車両を導入するに至った。
2017年（平成29年）冬に量産先行車として150 mロングレール運搬用LT-1編成11両、25 m定尺レール運搬用ST-1編成2両の合計13両が新製され、小牛田運輸区に配属。各種性能試験と各地での訓練を行ったのち、2020年（令和2年）より量産と本格運用が開始され、小牛田運輸区のほか尾久車両センターにも配置された。
定尺レール運搬用の編成記号はST、ロングレール運搬用の編成記号はLTである。

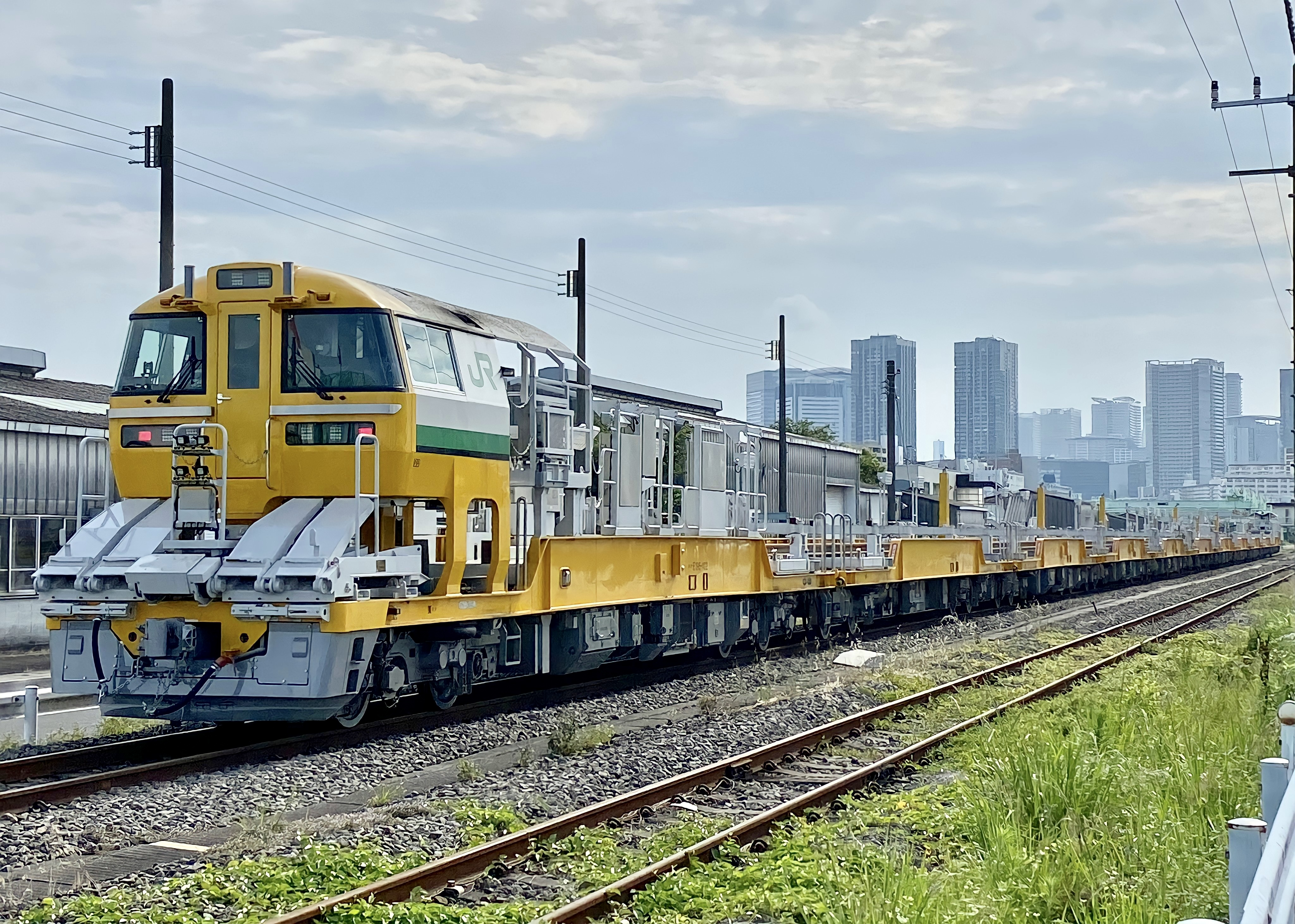
キヤE195系0番台
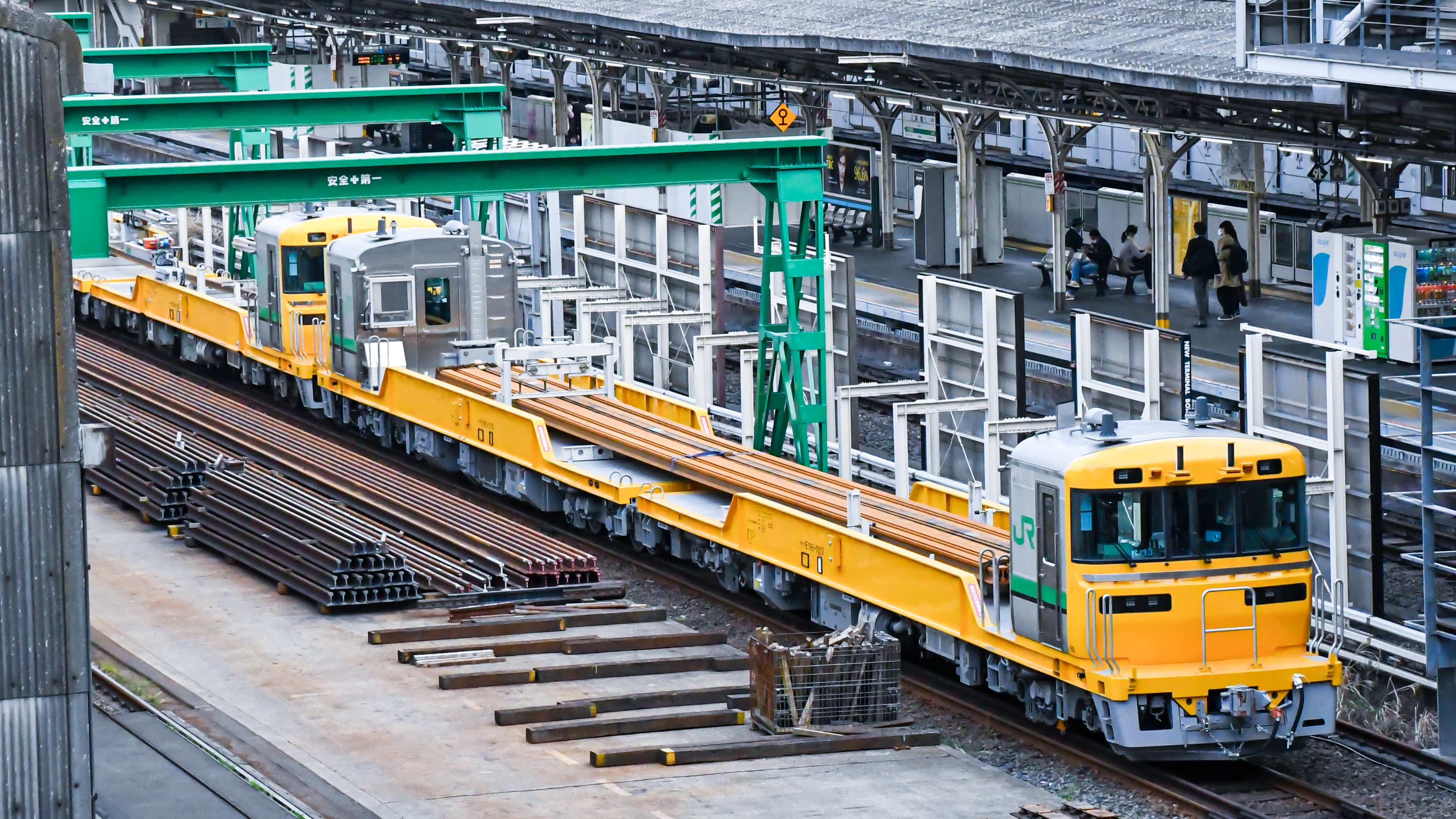
レールを搭載したキヤE195系1000番台

### 構造
基本的にキヤ97系の設計を踏襲しているが、JR東日本での導入にあわせた寒冷地仕様化や、ATS機器類の変更などを実施している。
ロングレール運搬用では小型の作業灯を4基備え、前照灯の左右に保安装置用アンテナを設置。編成の組替が容易にできるよう、積付装置の配置も変更されている。

## JR四国9000系気動車
9000系気動車は、キヤ97系の同型車としてJR四国が2025年（令和7年）に導入した。

### 導入経緯
従来よりレール輸送列車を牽引していたDE10形ディーゼル機関車およびチキ6000形貨車の置き換え車両として2024年（令和6年）に導入された。
日本車輌製造豊川製作所にて製造され、高松運転所に新製配置された。2025年（令和7年）3月18日よりJR四国管内の路線で運用されている。
なお東海車・東日本車と異なり、2025年（令和7年）時点で長尺レール運搬用編成の導入予定はなく、3月に運用開始した1編成のみの導入となる。

### 構造
9000形（Mc2）と9050形（Mc1）の2両編成で組成される。
基本的な仕様は東海車と共通であるが、保安装置や運転台の機器配置が独自のものとなっている。また、乗務員室横の帯はコーポレートカラーである水色のものとなっている。エンジンは東海車と同じカミンズ製のDMF14HZであり、JR四国では初のカミンズ製エンジン搭載車となる。

## 形式・編成
形式名はいずれも「キヤ97系・キヤE195系・9000系」の順に記載する。

### 定尺レール運搬用
3系列とも2両固定編成（2M0T）となっている。
キヤ97形0番台・キヤE195形1000番台・9050形
東海道本線上で東京寄り、東北本線上で盛岡寄り、予讃線上で宇和島寄りの先頭車。
キヤ97形100番台・キヤE195形1100番台・9000形
東海道本線上で米原寄り、東北本線上で上野寄り、予讃線上で高松寄りの先頭車。レール積付装置を搭載する。

### ロングレール運搬用
キヤ97系は200 mのレールが積載可能な13両編成（8M5T）。キヤE195系は150 mのレールを積載するため、2両短い11両編成（8M3T）が組成される。9000系では先述の通りロングレール運搬用の導入予定はない。
キヤ97形200番台・キヤE195形0番台
ロングレール運搬用の先頭車。運転台下にレール排出器を左右2基ずつ装備しており（キヤ97系は黄色、キヤE195系はグレーで塗装）、定尺レール運搬用とは運転席部分の構造が大きく異なる。方向転換可能。
キヤ96形・キヤE194形
エンジン付き中間車。排気筒を装備。
キサヤ96形・キサヤE194形
中間付随車。排気筒はない。キサヤ96-1と-5、キサヤE194形0番台・100番台には、作業用電源としてディーゼル発電機が設置されている。
| 0番台   | キヤE195 -0 （Mzc） | キヤE195 -100 （Mzc） |                  |                  |                  |                    |                    |                    |                  |                  |                  |                    |                     |
| 200番台 | キヤ97 -200 （Mzc） | キサヤ96 -0 （Tz）    | キヤ96 -0 （Mz） | キヤ96 -0 （Mz） | キヤ96 -0 （Mz） | キサヤ96 -0 （Tz） | キサヤ96 -0 （Tz） | キサヤ96 -0 （Tz） | キヤ96 -0 （Mz） | キヤ96 -0 （Mz） | キヤ96 -0 （Mz） | キサヤ96 -0 （Tz） | キヤ97 -200 （Mzc） |

| 0番台    | キヤE195 -0 （Mzc）    | キサヤE194 -0 （Tz）   | キヤE194 -0 （Mz） | キヤE194 -0 （Mz） | キヤE194 -200 （Mz） | キサヤE194 -200 （Tz） | キヤE194 -300 （Mz） | キヤE194 -100 （Mz） | キヤE194 -100 （Mz） | キサヤE194 -100 （Tz） | キヤE195 -100 （Mzc） |
| 1000番台 | キヤE195 -1000 （Mzc） | キヤE195 -1100 （Mzc） |                    |                    |                      |                        |                      |                      |                      |                        |                       |

| 形式 | 9000 （Mc2） | 9050 （Mc1） |

## 車歴表
2025年（令和7年）4月1日現在
- 全車日本車輛製造で製造
- 名古屋：名古屋車両区
- 美濃太田：美濃太田車両区
- 尾久：尾久車両センター
- 小牛田：仙台車両センター小牛田派出所（旧：小牛田運輸区）
- 高松：高松運転所

### JR東海キヤ97系
| 編成番号 | キヤ 97 | キヤ 97 | 落成日     | 所属   | 備考 |
| R1       | 1       | 101     | 2007/12/13 | 名古屋 |      |
| R2       | 2       | 102     | 2007/12/19 | 名古屋 |      |
| R3       | 3       | 103     | 2007/12/26 | 名古屋 |      |
| R4       | 4       | 104     | 2007/12/26 | 名古屋 |      |

| 編成番号 | キヤ 97 | キサヤ 96 | キヤ 96 | キヤ 96 | キヤ 96 | キサヤ 96 | キサヤ 96 | キサヤ 96 | キヤ 96 | キヤ 96 | キヤ 96 | キサヤ 96 | キヤ 97 | 落成日     | 所属     | 備考 |
| R201     | 201     | 1         | 1       | 2       | 3       | 2         | 3         | 4         | 4       | 5       | 6       | 5         | 202     | 2008/03/27 | 美濃太田 |      |

### JR東日本キヤE195系
| 編成番号 | キヤ E195 | キサヤ E194 | キヤ E194 | キヤ E194 | キヤ E194 | キサヤ E194 | キヤ E194 | キヤ E194 | キヤ E194 | キサヤ E194 | キヤ E195 | 落成日     | 所属   | 備考                           |
| LT1      | 1         | 1           | 1         | 2         | 201       | 201         | 301       | 101       | 102       | 101         | 101       | 2018/01/23 | 尾久   | 2021/02/01付けで小牛田から転入 |
| LT2      | 2         | 2           | 3         | 4         | 202       | 202         | 302       | 103       | 104       | 102         | 102       | 2021/02/17 | 尾久   |                                |
| LT3      | 3         | 3           | 5         | 6         | 203       | 203         | 303       | 105       | 106       | 103         | 103       | 2021/03/05 | 尾久   |                                |
| LT3      | 4         | 4           | 7         | 8         | 204       | 204         | 304       | 107       | 108       | 104         | 104       | 2021/09/18 | 小牛田 |                                |

| 編成番号 | キヤ E195 | キヤ E195 | 落成日     | 所属   | 備考                           |
| ST1      | 1001      | 1101      | 2017/11/29 | 尾久   | 2020/05/16付けで小牛田から転入 |
| ST2      | 1002      | 1102      | 2020/05/08 | 小牛田 |                                |
| ST3      | 1003      | 1103      | 2020/05/08 | 小牛田 |                                |
| ST4      | 1004      | 1104      | 2020/06/02 | 小牛田 |                                |
| ST5      | 1005      | 1105      | 2020/06/02 | 小牛田 |                                |
| ST6      | 1006      | 1106      | 2020/06/02 | 小牛田 |                                |
| ST7      | 1007      | 1107      | 2020/06/02 | 小牛田 |                                |
| ST8      | 1008      | 1108      | 2020/10/15 | 尾久   |                                |
| ST9      | 1009      | 1109      | 2020/09/30 | 尾久   |                                |
| ST10     | 1010      | 1110      | 2020/09/30 | 尾久   |                                |
| ST11     | 1011      | 1111      | 2020/09/30 | 尾久   |                                |
| ST12     | 1012      | 1112      | 2020/09/30 | 尾久   |                                |
| ST13     | 1013      | 1113      | 2020/09/30 | 尾久   |                                |
| ST14     | 1014      | 1114      | 2020/11/04 | 尾久   |                                |
| ST15     | 1015      | 1115      | 2020/11/04 | 尾久   |                                |
| ST16     | 1016      | 1116      | 2020/11/04 | 尾久   |                                |
| ST17     | 1017      | 1117      | 2020/11/04 | 尾久   |                                |
| ST18     | 1018      | 1118      | 2020/12/03 | 尾久   |                                |
| ST19     | 1019      | 1119      | 2020/12/03 | 尾久   |                                |
| ST20     | 1020      | 1120      | 2020/12/03 | 尾久   |                                |
| ST21     | 1021      | 1121      | 2020/12/03 | 尾久   |                                |
| ST22     | 1022      | 1122      | 2021/01/14 | 尾久   |                                |
| ST23     | 1023      | 1123      | 2021/01/14 | 尾久   |                                |

### JR四国9000系
| 編成番号 | 9000 | 9050 | 落成日     | 所属 | 備考 |
|          | 9001 | 9051 | 2025/01/24 | 高松 |      |